# Apatura russica
Apatura russica är en fjärilsart som beskrevs av Le Moult 1947. Apatura russica ingår i släktet Apatura och familjen praktfjärilar. Inga underarter finns listade i Catalogue of Life.